# Brennnesselgewächse
Die Brennnesselgewächse (Urticaceae, eingedeutscht „Urticaceen“ (sprich: Ur-ti-ka-ze-en)) bilden eine Familie in der Ordnung der Rosenartigen (Rosales) innerhalb der Bedecktsamigen Pflanzen (Magnoliopsida). Die Familie enthält etwa 54 bis 56 Gattungen mit etwa 2625 Arten. Sie hat eine weltweite Verbreitung, nur in arktischen Klimaten tritt sie nicht auf. Einige Arten werden auf unterschiedliche Weise genutzt. Die Brennnesseln (Urtica) sind eine bekannte Pflanzengattung, vor allem deshalb, weil die Blätter mit Nesselhaaren ausgestattet sind, deren Inhalt (Acetylcholin, Histamin, Serotonin) bei Berührung brennenden Juckreiz verursachen, aber auch bei anderen Gattung der Tribus Urticeae: Nanocnide, Girardinia und Dendrocnide ist diese Eigenschaft vorhanden. Weltweit fressen die Raupen vieler Schmetterlings-Arten an Arten dieser Familie.

## Beschreibung

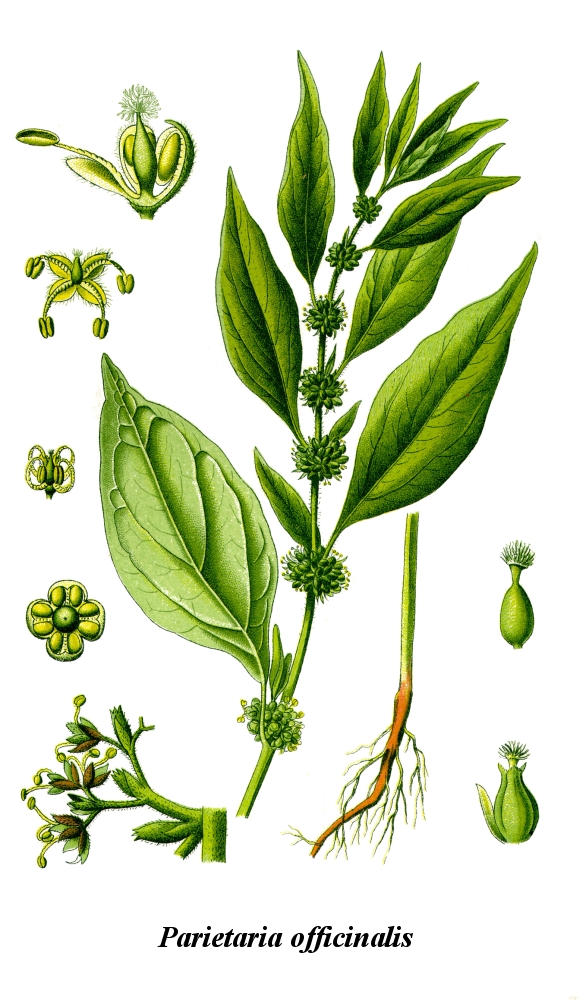
Illustration von Parietaria officinalis.

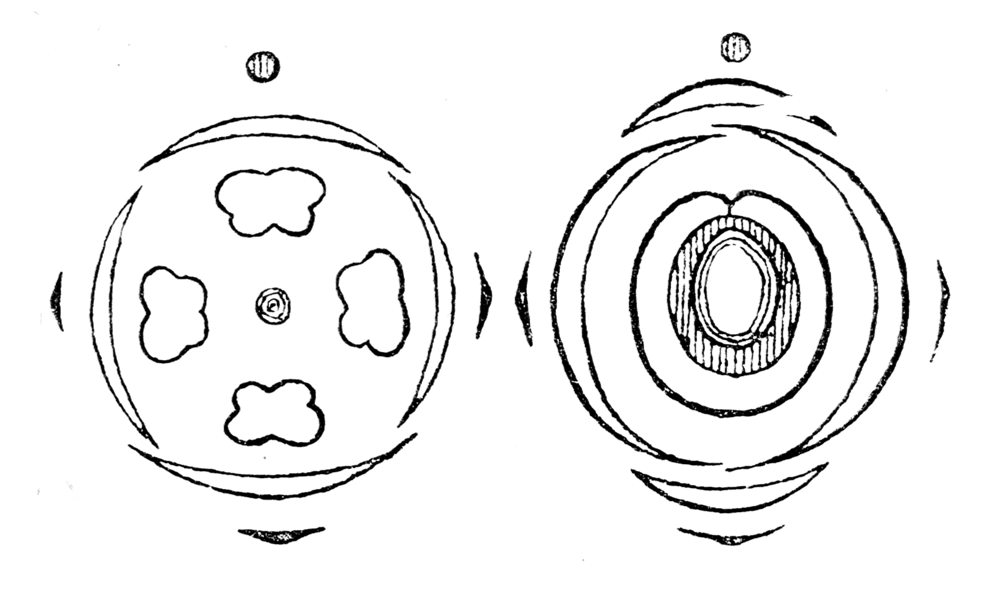
Blütendiagramme von Urtica:
A männliche, B weibliche Blüte.

### Erscheinungsbild und Blätter
Die Arten dieser Familie wachsen als einjährige bis ausdauernde krautige Pflanzen oder verholzende Pflanzen wie Lianen, Halbsträucher, Sträucher und selten Bäume (beispielsweise Cecropia). Einige Arten, beispielsweise in der Gattung Pilea sind sukkulent. Wenige Arten wachsen als Epiphyten, beispielsweise in der Gattung Pilea. Die vegetativen Pflanzenteile können je nach Gattung (Tribus Urticeae) mit Brennhaaren bedeckt sein. Selten sind Dornen vorhanden. Manche Arten enthalten einen wässerigen Milchsaft. Sie können immergrün oder laubabwerfend sein.
Die seltener gegenständig, meist wechselständig und spiralig oder zweizeilig angeordneten Laubblätter sind meist in Blattstiel und Blattspreite gegliedert. Die Blattspreiten sind meist einfach, seltener zusammengesetzt (beispielsweise Cecropia oder Elatostema). Der Blattrand ist glatt, gesägt oder gezähnt. Unter der Epidermis sind auf der Blattoberseite und/oder -unterseite Zystolithen eingebettet, die erst erkennbar sind, wenn die Laubblätter getrocknet sind. Meist sind zwei Nebenblätter vorhanden, die frei oder verwachsen sein können.

### Blütenstände, Blüten und Bestäubung
Sie sind einhäusig (monözisch) oder zweihäusig (diözisch) getrenntgeschlechtig; einige Arten sind polygamomonözisch, dann kommen neben eingeschlechtigen auch zwittrige Blüten vor. Meist in seiten-, selten in endständigen, meist verzweigten zymösen, rispigen, ährigen oder traubigen Blütenständen stehen – oft in Knäueln – viele Blüten zusammen, weibliche Blütenstände können auch kopfförmig sein. Es sind meist Tragblätter vorhanden, die bei manchen Arten die Blüte vollständig einhüllen.
Die meist eingeschlechtigen Blüten sind meist radiärsymmetrisch, selten zygomorph und (zwei- bis sechs-) meist vier- bis fünfzählig. Blütenhüllblätter können vorhanden sein oder fehlen. Wenn Blütenhüllblätter vorhanden sind, dann ist es nur ein, zwei- bis sechszähliger, Kreis. In männlichen und zwittrigen Blüten sind zwei bis sechs Staubblätter vorhanden. Die Staubfäden sind in den Blütenknospen oft nach innen gebogen. Oft öffnen sich die Staubbeutel in Längsrichtung „explosiv“. Die Pollenkörner sind mono- oder polycolporat. In den weiblichen und zwittrigen Blüten (meist) nur ein Fruchtblatt vorhanden, das meist oberständig ist. Die weiblichen Blüten können Staminodien besitzen. Es kann ein einfacher Griffel vorhanden sein oder die kopfigen, pfriemlichen, pinsel- oder fadenförmigen Narben sind sitzend.

### Früchte und Samen
Es werden trockene, achänenähnliche Nussfrüchte oder fleischige Steinfrüchte gebildet; sie sind immer einsamig. Oft sind an den Früchten sich bis zur Fruchtreife vergrößernde, haltbare Blütenhüllblätter vorhanden. Die Samen enthalten Endosperm und einen geraden Embryo mit zwei eiförmig-elliptischen oder kreisförmigen Keimblättern (Kotyledonen).

## Ökologie
Die Bestäubung erfolgt meist durch den Wind (Anemophilie) oder durch Insekten (Entomophilie).

### Chromosomensätze
Die Chromosomengrundzahlen betragen x = 7–14.

## Systematik und Verbreitung
Sie hat eine weltweite Verbreitung, nur in arktischen Klimaten tritt sie nicht auf. In der Neotropis kommen etwa 16 Gattungen mit etwa 450 Arten vor. Eine ganze Reihe von Arten sind in vielen Gebieten der Welt invasive Pflanzen.
Die Erstveröffentlichung des Familiennamens Urticaceae erfolgte 1789 durch Antoine Laurent de Jussieu in Genera plantarum ..., S. 400.
Molekulargenetische Untersuchungen zeigten, dass die sechs oder sieben Familien der früheren Ordnung Urticales mit in die Ordnung Rosales gehören. Die etwa sechs Gattungen (Cecropia, Coussapoa, Pourouma, Myrianthus, Musanga, Poikilospermum) mit etwa 180 bis 200 Arten der früheren Familie Cecropiaceae C.C.Berg sind heute in die Urticaceae eingegliedert.
Verwandte Familien innerhalb der Ordnung Rosales:
|  | Cannabaceae                                             |
|  |                                                         |
|  | \| \| Moraceae \| \| \| \| \| \| Urticaceae \| \| \| \| |
|  |                                                         |
|  | Moraceae                                                |
|  |                                                         |
|  | Urticaceae                                              |
|  |                                                         |

|  | Moraceae   |
|  |            |
|  | Urticaceae |
|  |            |

|  | Cannabaceae                                             |
|  |                                                         |
|  | \| \| Moraceae \| \| \| \| \| \| Urticaceae \| \| \| \| |
|  |                                                         |
|  | Moraceae                                                |
|  |                                                         |
|  | Urticaceae                                              |
|  |                                                         |

|  | Moraceae   |
|  |            |
|  | Urticaceae |
|  |            |

|  | Cannabaceae                                             |
|  |                                                         |
|  | \| \| Moraceae \| \| \| \| \| \| Urticaceae \| \| \| \| |
|  |                                                         |
|  | Moraceae                                                |
|  |                                                         |
|  | Urticaceae                                              |
|  |                                                         |

|  | Moraceae   |
|  |            |
|  | Urticaceae |
|  |            |

|  | Cannabaceae                                             |
|  |                                                         |
|  | \| \| Moraceae \| \| \| \| \| \| Urticaceae \| \| \| \| |
|  |                                                         |
|  | Moraceae                                                |
|  |                                                         |
|  | Urticaceae                                              |
|  |                                                         |

|  | Moraceae   |
|  |            |
|  | Urticaceae |
|  |            |

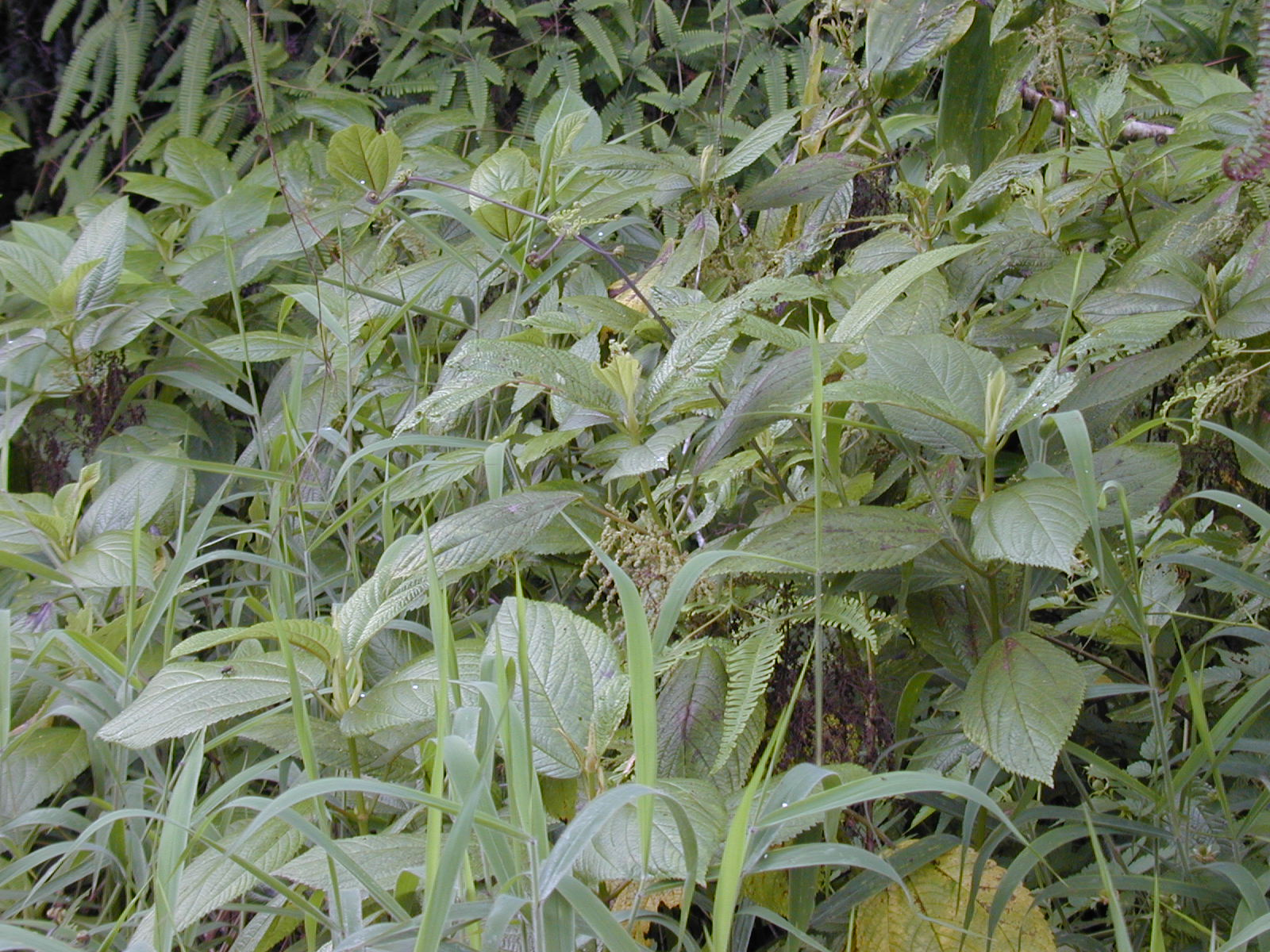
Boehmeria grandis

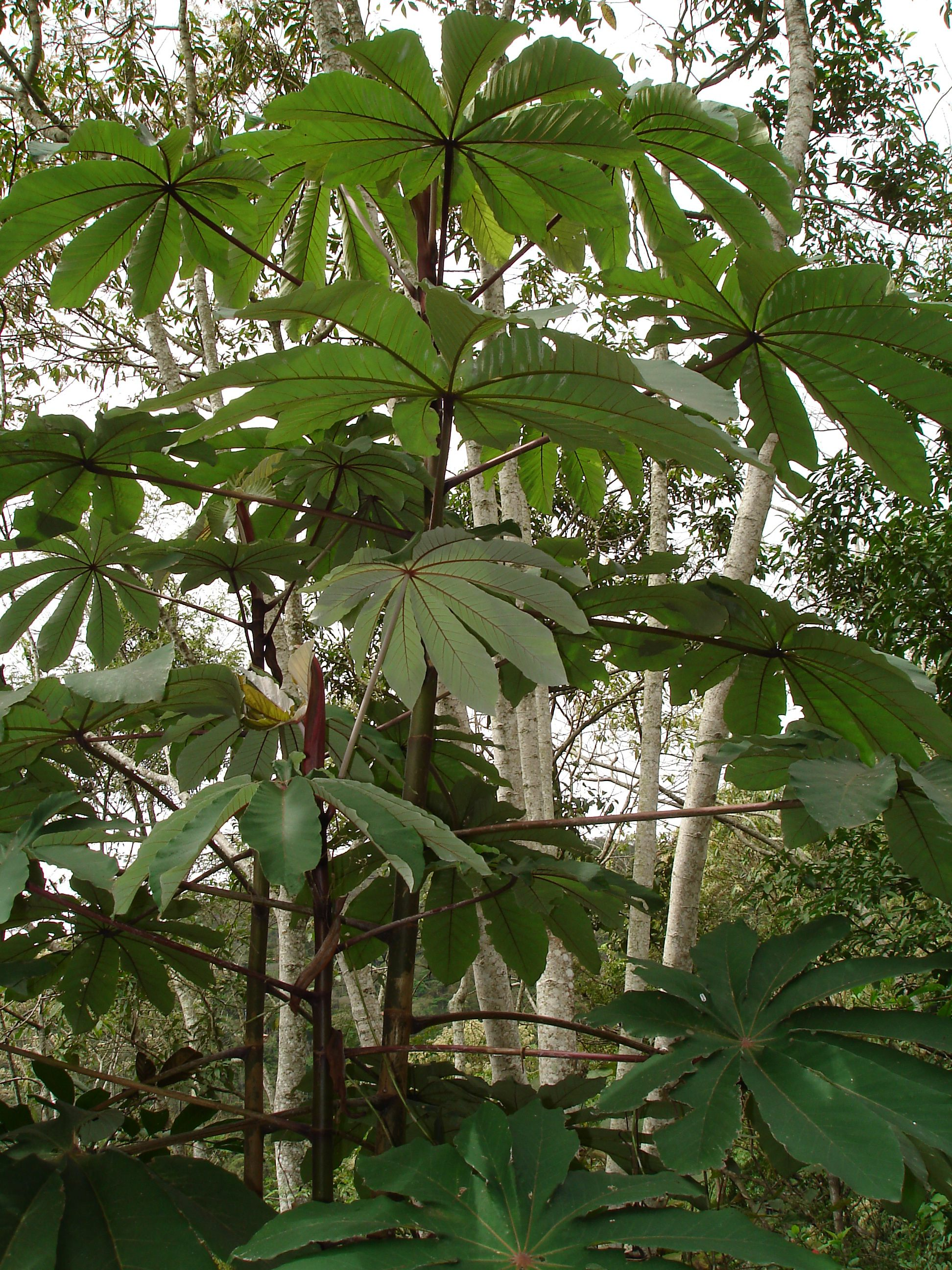
Cecropia glazioui mit zusammengesetzten Laubblättern

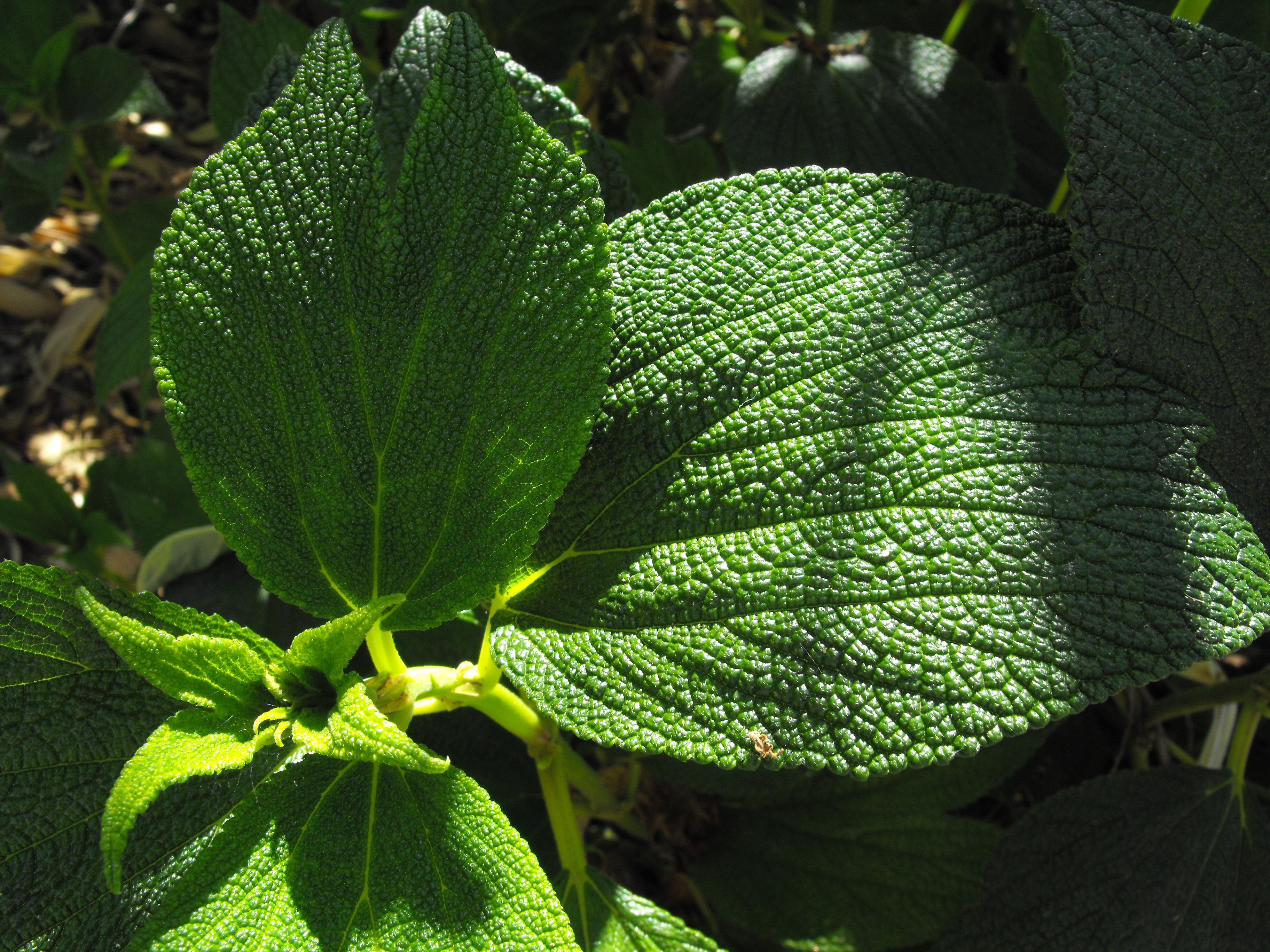
Debregeasia longifolia

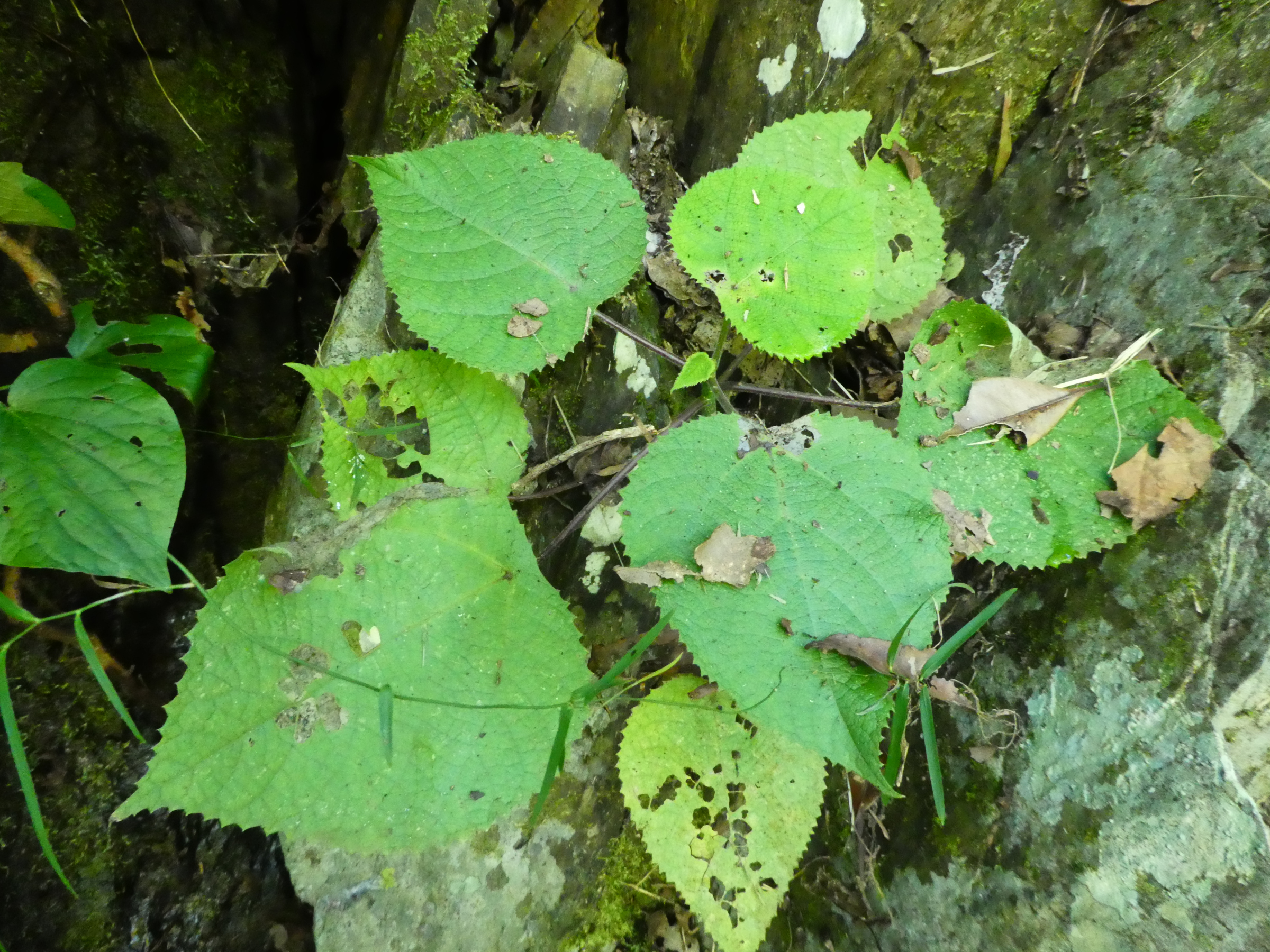
Die Australische Brennnessel (Dendrocnide moroides) sollte man nicht berühren.

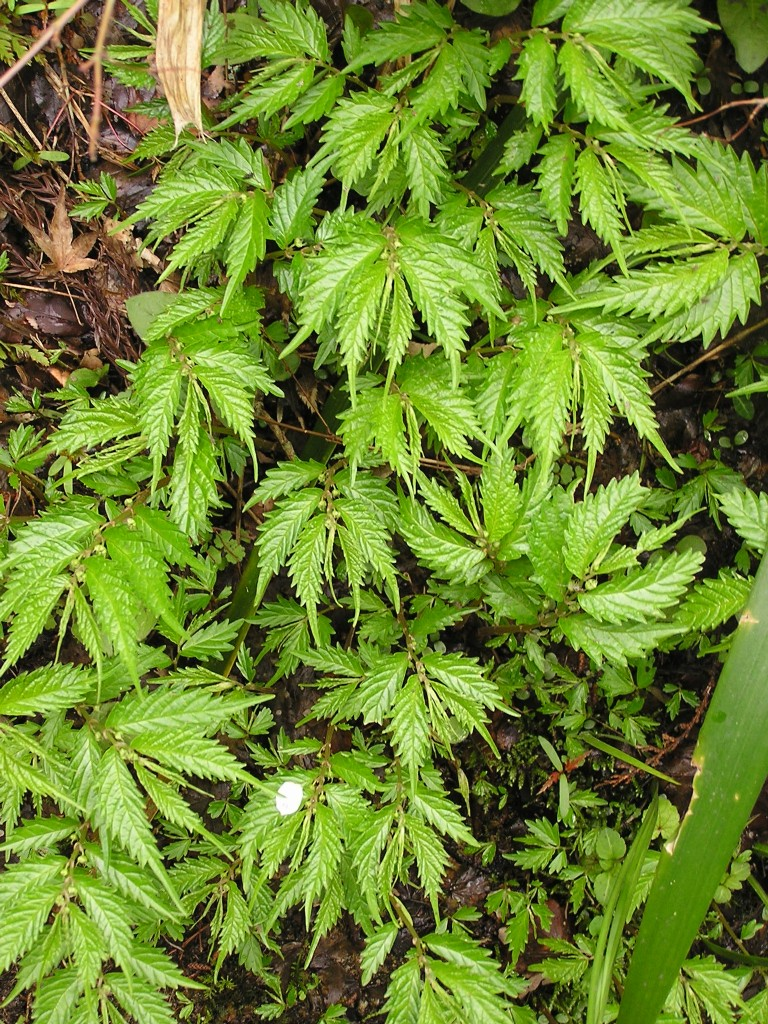
Elatostema umbellatum

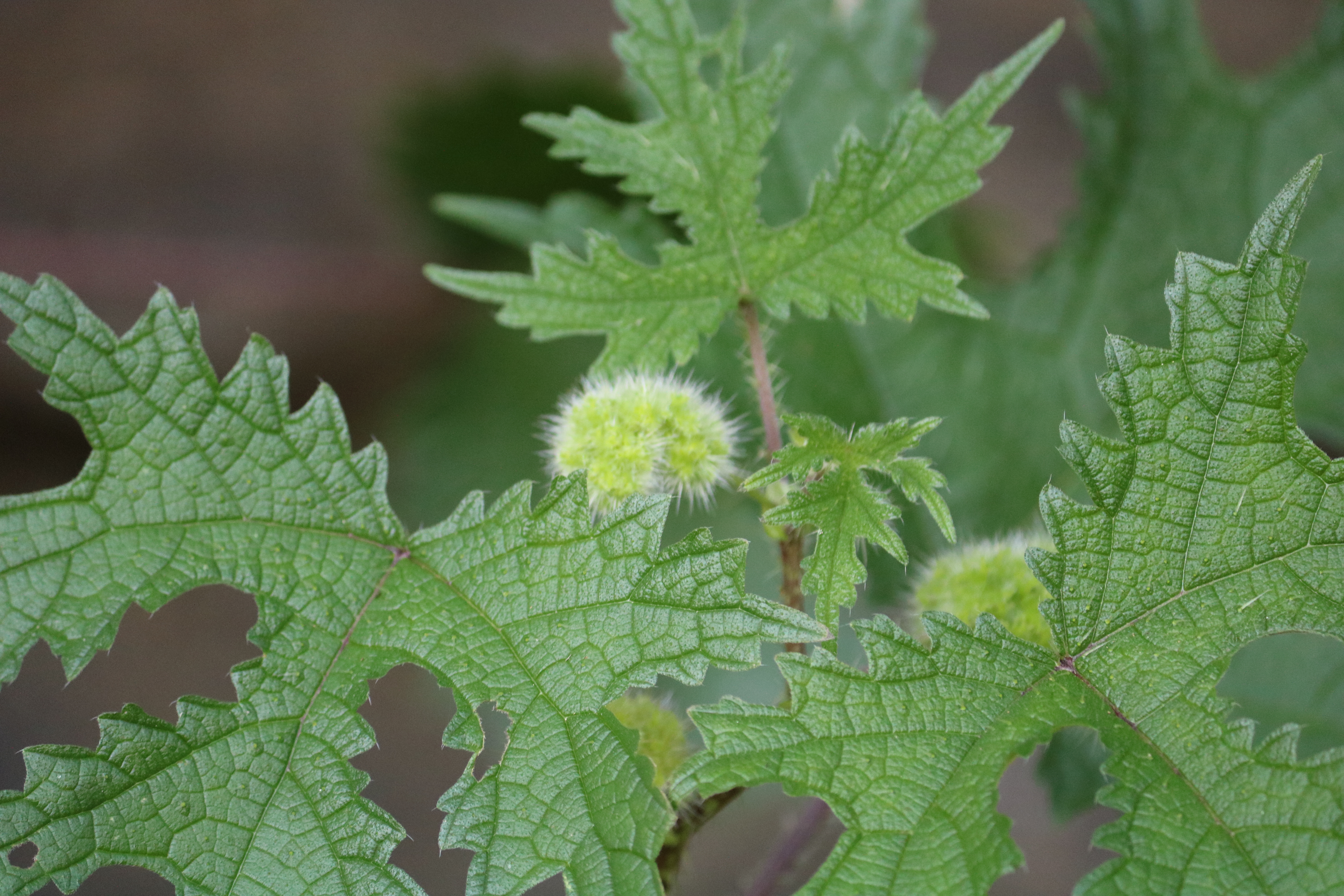
Himalayanessel (Girardinia diversifolia)

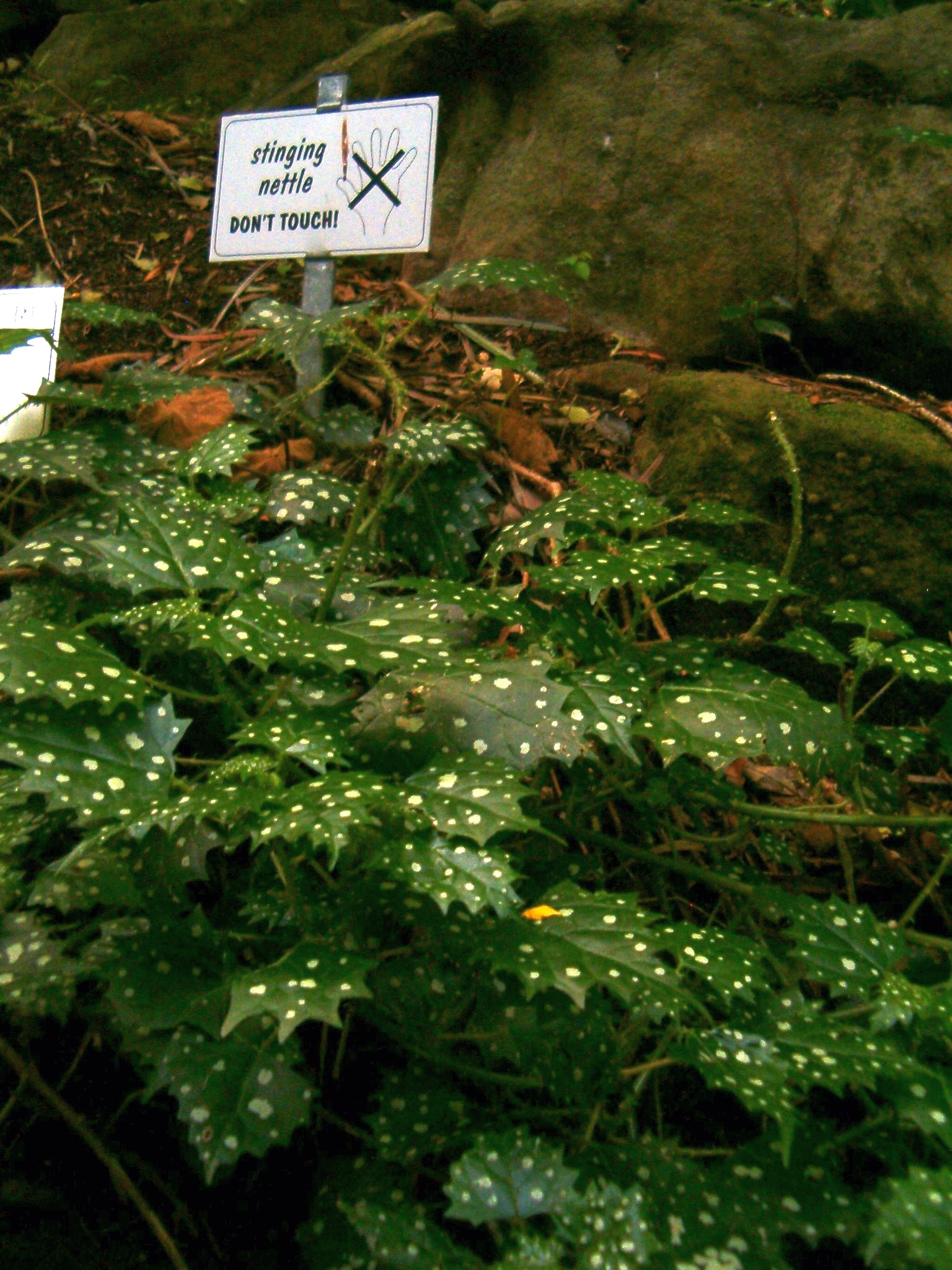
Habitus und Laubblätter von Laportea grossa, man sollte sie nicht berühren.

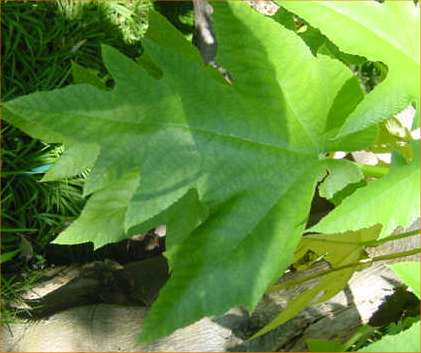
Obetia ficilifolia

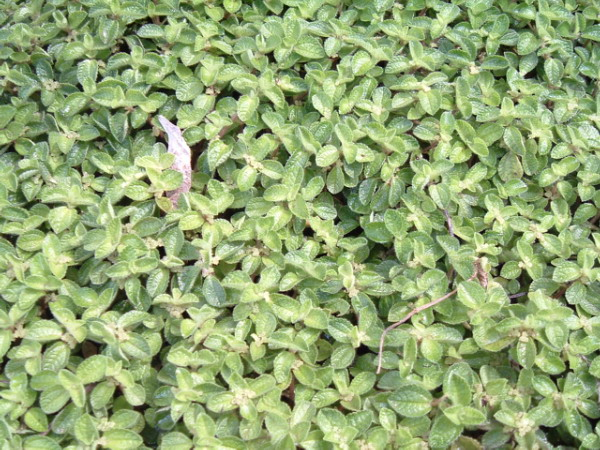
Pilea nummulariifolia

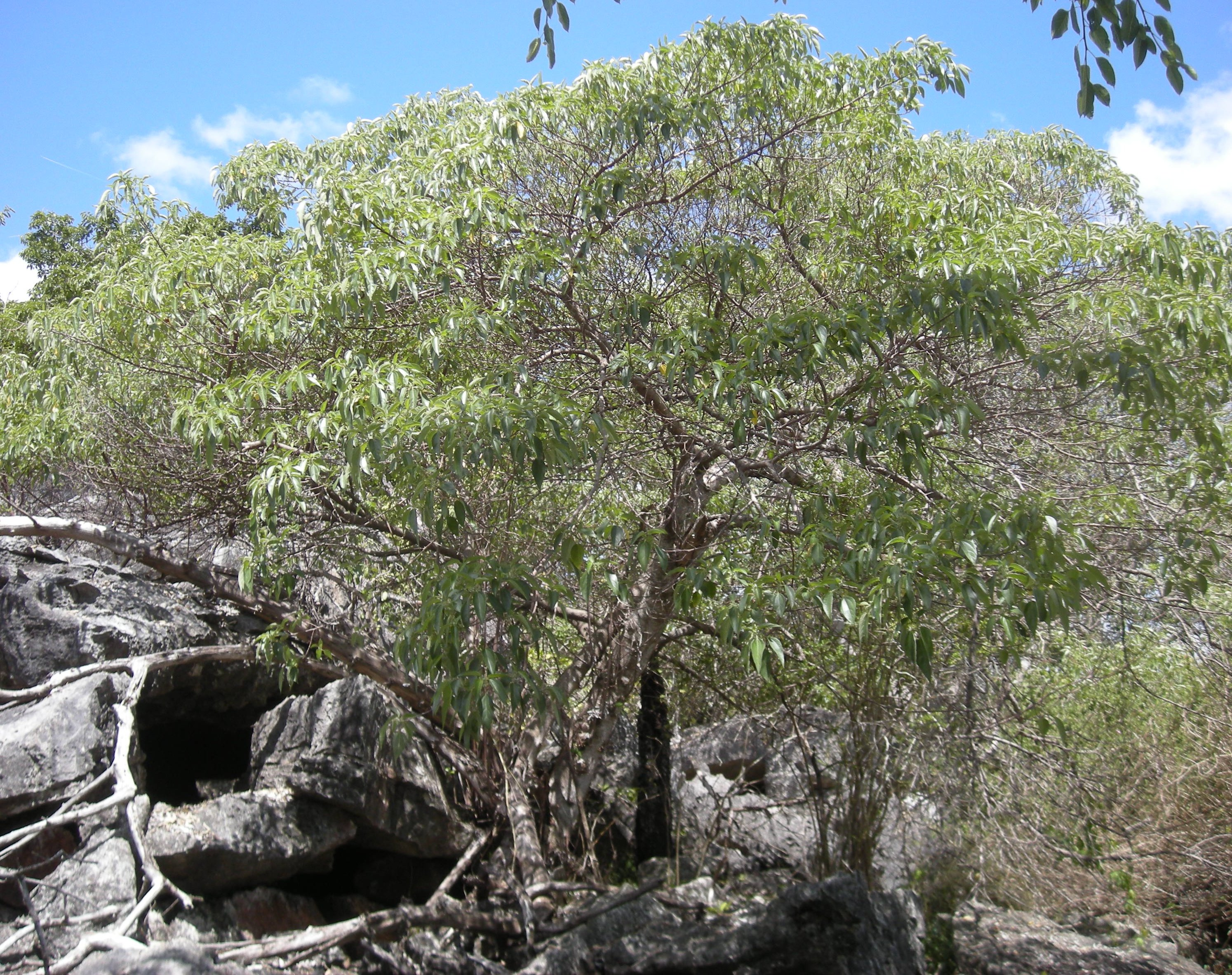
Pipturus argenteus wächst als Baum.

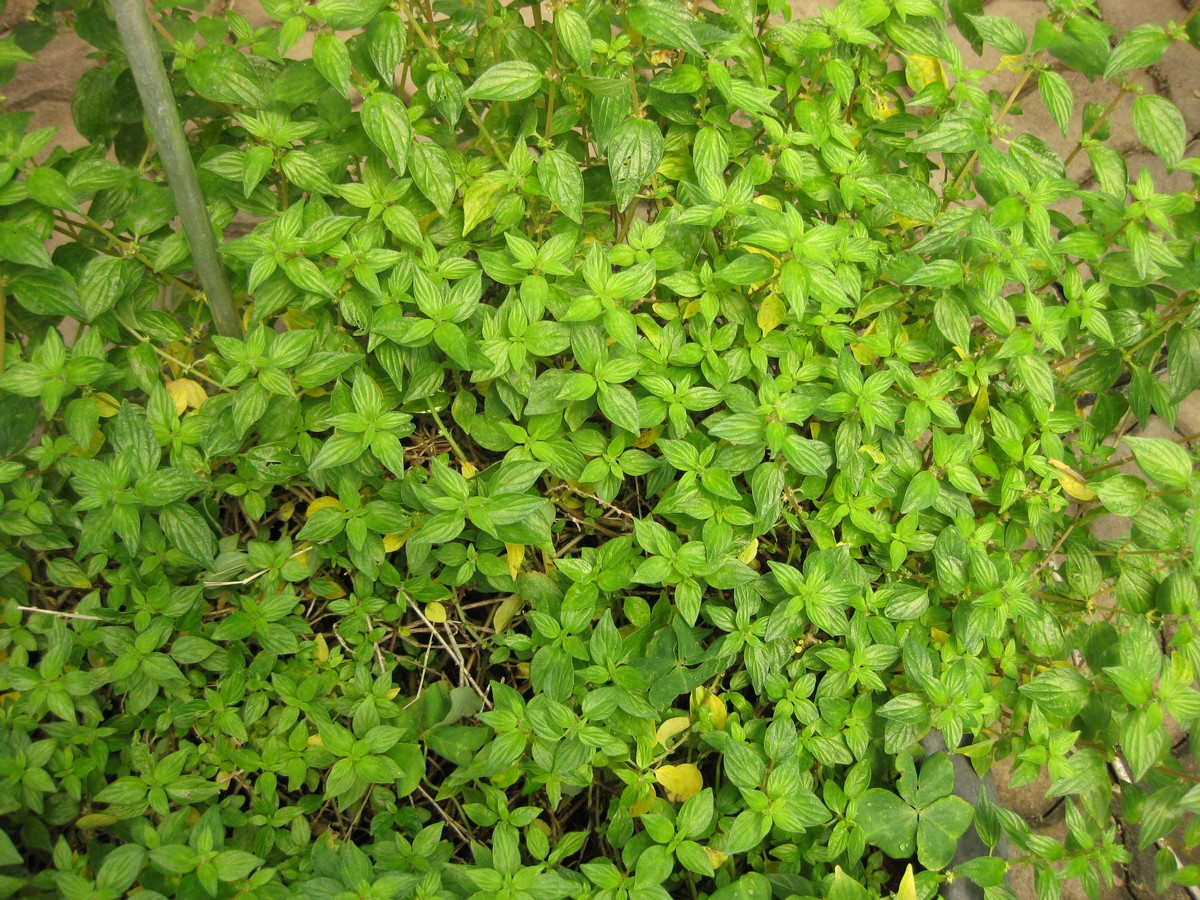
Pouzolzia pentandra

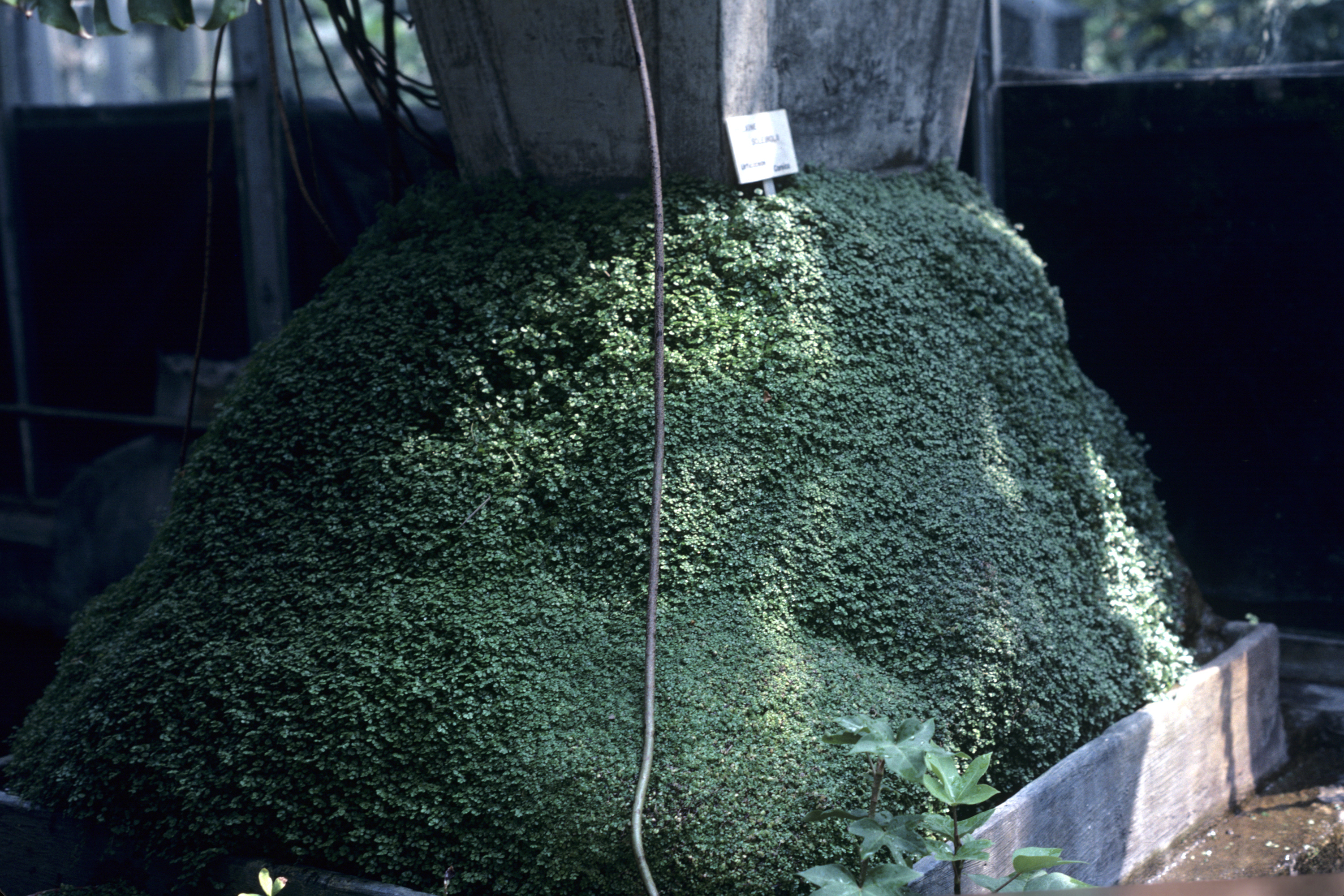
Bubikopf (Soleirolia soleirolii) wird als Zimmerpflanze verwendet.

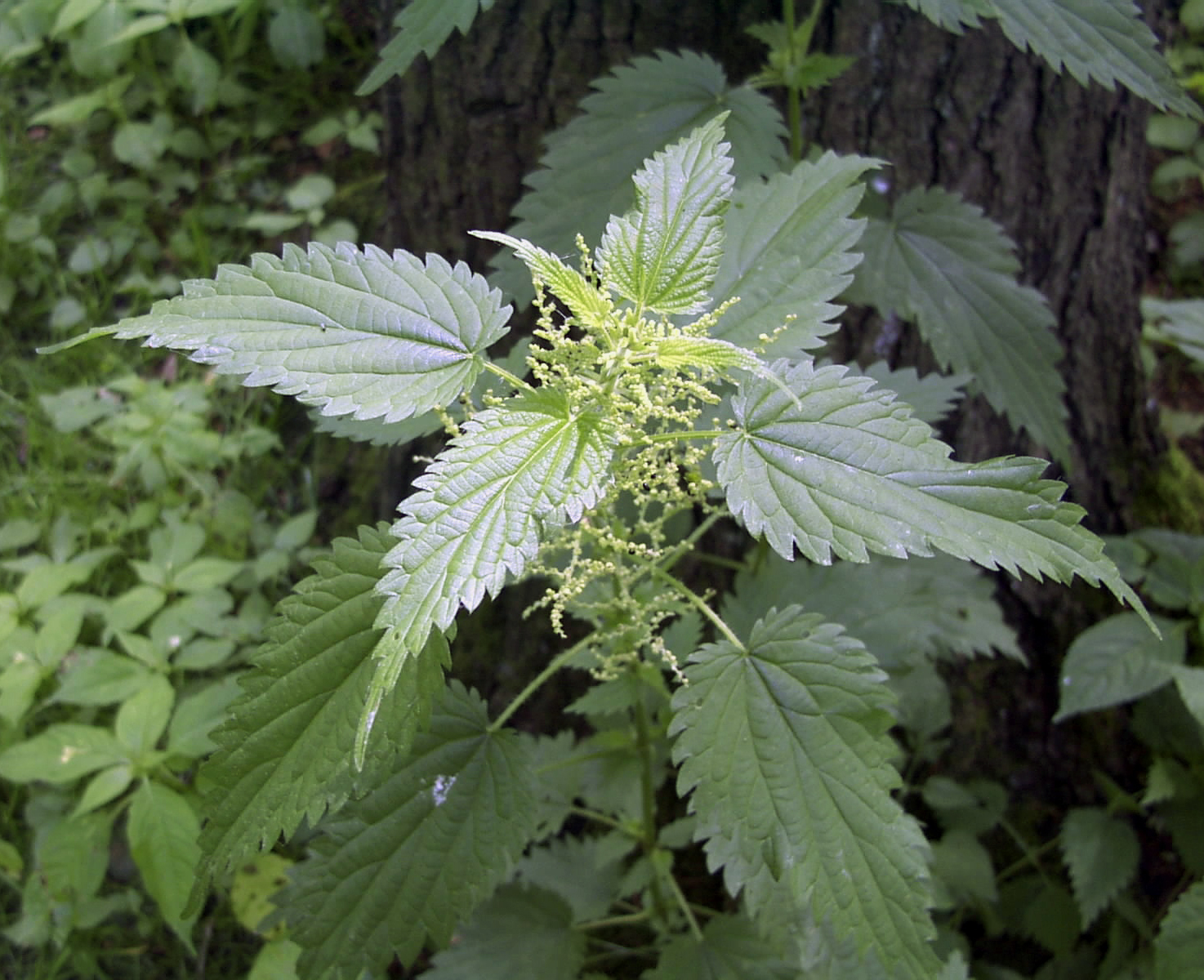
Blühende Große Brennnessel (Urtica dioica)

Die Tribus wurden 1830 von Charles Gaudichaud-Beaupré in H. L. C. de Freycinet’s Voyage autour du monde … executé sur les corvettes de S. M. l’Uranie et la Physicienne ... veröffentlicht.
Die Familie wird in sechs Tribus mit zusammen etwa 54 bis 56 Gattungen eingeteilt:
- Boehmerieae Gaudich.: mit etwa acht Gattungen: Boehmeria, Nothocnide, Pipturus, Pouzolzia.
- Cecropieae Gaudich.: mit etwa sechs Gattungen: Cecropia, Coussapoa, Pourouma, Myrianthus, Musanga.
- Elatostemeae Gaudich. (Syn.: Lecantheae Wedd.): mit etwa sechs Gattungen: Elatostema, Lecanthus, Procris, Pilea
- Forsskaoleae Gaudich.: mit nur einem Staubblatt. Alle Arten ohne Brennhaare. Mit etwa fünf Gattungen: Forsskaolea.
- Parietarieae Gaudich.: mit etwa acht Gattungen: Gesnouinia, Parietaria, Soleirolia.
- Urticeae Gaudich.: alle Arten mit Brennhaaren: mit etwa sechs Gattungen: Dendrocnide, Girardinia, Laportea, Nanocnide, Urea, Urtica, Poikilospermum.

Es gibt heute etwa 54 bis 56 Gattungen in der Familie der Urticaceae (in alphabetischer Ordnung):
- Aboriella Bennet: Sie enthält nur eine Art:
  - Aboriella myriantha (Dunn) Bennet: Es ist ein Endemit des indischen Bundesstaates Arunachal Pradesh östlich des Himalaja.
- Achudemia Blume: Die drei Arten kommen in Asien vor.
- Archiboehmeria C.J.Chen: Sie enthält nur eine Art:
  - Archiboehmeria atrata (Gagnepain) C.J.Chen: Die Heimat ist China und das nördliche Vietnam. Sie wächst als Halbstrauch bis Strauch.
- Astrothalamus C.B.Rob.: Sie enthält nur eine Art:
  - Astrothalamus reticulatus (Wedd.) C.B.Rob.: Sie kommt auf den Philippinen vor.
- Australina Gaudich.: Von den nur zwei Arten kommt eine im südöstlichen Australien und Neuseeland und eine in Äthiopien und Kenia vor.
- Ramiepflanzen (Boehmeria Jacq.): Sie enthält etwa 50 bis 65 Arten meist in den Tropen und Subtropen.
- Ameisenbäume (Cecropia Loefl., Syn.: Ambaiba Adans.): Die 75 bis 100 Arten sind in der Neotropis verbreitet. Sie wachsen meist als Bäume. Einige Arten bereiten in tropischen Ländern Probleme als invasive Pflanzen.
- Chamabainia Wight: Sie enthält nur eine Art:
  - Chamabainia cuspidata Wight: Sie besitzt Vorkommen in den Tropen und Subtropen des östlichen Asiens.
- Coussapoa Aubl.: Die etwa 50 Arten kommen in der Neotropis vor. Sie wachsen als Sträucher oder Bäume.
- Cypholophus Wedd.: Die 15 bis 30 Arten kommen in der Volksrepublik China, Taiwan, Indonesien, dem zentralen Malaysia, Neuguinea, auf den Philippinen und pazifischen Inseln vor.
- Debregeasia Gaudich.: Die etwa sechs Arten kommen in den Tropen und Subtropen des östlichen Asiens und Nordostafrikas vor. Es sind Sträucher oder kleine Bäume.
- Dendrocnide Miq.: Die 36 bis 70 Arten kommen im südlichen und südöstlichen Asien, in Australien und auf pazifischen Inseln vor. Diese Sträucher oder Bäume besitzen Brennhaare.
- Didymodoxa E.Mey. ex Wedd.: Sie enthält etwa zwei Arten in Afrika.
- Discocnide Chew: Sie enthält nur eine Art:
  - Discocnide mexicana (Liebm.) Chew: Sie kommt in Mexiko vor.
- Droguetia Gaudich.: Die etwa sieben Arten kommen hauptsächlich in Afrika vor, beispielsweise:
  - Droguetia iners (Forsskål) Schweinfurth: Ihr Verbreitungsgebiet reicht bis Asien.
- Elatostema J.R.Forst. & G.Forst.: Sie enthält etwa 300 Arten. Die tropischen und subtropischen Verbreitungsgebiete liegen in Afrika, Asien und Ozeanien. 146 Arten kommen in China vor, 108 davon nur dort.
- Forsskaolea L.: Die etwa sechs Arten kommen auf den Kanarischen Inseln, im südöstlichen Spanien und auf dem Indischen Subkontinent.
- Gesnouinia Gaudich.: Die etwa zwei Arten kommen nur auf den Kanarischen Inseln vor.
- Gibbsia Rendle: Die nur zwei Arten kommen nur in den Bergen des westlichen Neuguinea vor. Es sind Sträucher.
- Girardinia Gaudich.: Die etwa zwei Arten kommen in Afrika, Madagaskar und Asien vor. Diese einjährigen bis ausdauernden krautigen Pflanzen besitzen Brennhaare.
- Gyrotaenia Griseb.: Die etwa vier Arten kommen nur auf den Karibischen Inseln vor. Es sind Sträucher oder kleine Bäume.
- Hemistylus Benth.: Die etwa vier Arten sind in der Neotropis verbreitet.
- Hesperocnide Torr.: Von den nur zwei Arten kommt eine von Kalifornien bis Mexiko und eine auf Hawaii vor. Es sind einjährige Pflanzen mit Brennhaaren und anderen Haaren.
- Hyrtanandra Miq. (Syn.: Gonostegia Turcz. und Memorialis Buch.-Ham. ex Wedd.): Sie enthält etwa drei Arten in Asien und Australien.
- Laportea Gaudich.: Sie ist pantropisch mit 22 bis 28 Arten verbreitet. Diese ausdauernden krautigen Pflanzen bis Halbsträucher besitzen Brennhaare und andere Haare.
- Lecanthus Wedd.: Sie enthält drei Arten Tropen und Subtropen des östlichen Afrika und östlichen Asiens; alle drei Arten auch in China.
- Leucosyke Zoll. & Moritzi: Sie enthält etwa 35 Arten im tropischen Asien und auf pazifischen Inseln.
- Maoutia Wedd.: Sie enthält etwa 15 Arten im subtropischen bis tropischen Asien und auf pazifischen Inseln. Es sind Sträucher oder kleine Bäume.
- Meniscogyne Gagnep.: Die etwa zwei Arten sind in Südostasien verbreitet.
- Metatrophis F.Br.: Sie enthält nur eine Art:
  - Metatrophis margaretae F.Br.: Es ist ein Endemit des Tubuai-Atolls.[6]
- Musanga C.Sm. ex R.Br.: Sie enthält nur zwei Arten im tropischen Afrika. Sie wachsen als Bäume.
  - Musanga cecropioides R.Br. ex Tedlie: Aus Zentral- und Westafrika
- Myrianthus P.Beauv.: Sie enthält etwa sieben Arten im tropischen Afrika. Sie wachsen als Bäume oder Sträucher.
- Myriocarpa Benth.: Die 5 bis 18 Arten sind in der Neotropis verbreitet.
- Nanocnide Blume: Sie enthält nur zwei Arten im gemäßigten östlichen Asien. Diese ausdauernden krautigen Pflanzen besitzen Brennhaare.
- Neodistemon Babu & A.N.Henry: Sie enthält nur eine Art:
  - Neodistemon indicum Babu & A.N.Henry: Das Verbreitungsgebiet reicht von Indien bis zu den pazifischen Inseln. Es ist eine ausdauernde krautige Pflanze.
- Neraudia Gaudich.: Die etwa fünf bis sieben Arten sind auf Hawaii beheimatet.
- Nothocnide Blume ex Chew: Die etwa fünf Arten kommen hauptsächlich auf dem indonesischen Archipel, eine davon in Australien.
- Obetia Gaudich.: Die etwa acht Arten kommen im tropischen und südlichen Afrika, Madagaskar und auf den Maskarenen vor. Es sind Bäume oder Sträucher meist mit Brennhaaren.
- Oreocnide Miq.: Die etwa 18 Arten sind im subtropischen bis tropischen östlichen Asien und auf Neuguinea verbreitet. Es sind immergrüne Sträucher oder Bäume.
- Glaskräuter (Parietaria L.): Sie enthält etwa 20 Arten in den Subtropen und Tropen.
- Pellionia Gaudich.: Die 60 bis 70 Arten sind krautige Pflanzen oder Halbsträucher im subtropischen und tropischen Asien und auf pazifischen Inseln.
- Petelotiella Gagnep.: Sie enthält nur eine Art:
  - Petelotiella tonkinensis (Gagnepain) Gagnepain in Südostasien. Sie besitzt Brennhaare.
- Phenax Wedd.: Die etwa zwölf Arten sind in der Neotropis verbreitet. Es sind ausdauernde krautige Pflanzen oder Halbsträucher bis Sträucher.
- Kanonierblumen (Pilea Lindl.): Sie enthält 250 bis 600 Arten weltweit im tropischen bis subtropischen Klima; selten im gemäßigten Klima. Es sind meist ausdauernde krautige Pflanzen bis Halbsträucher, selten Sträucher.
- Pipturus Wedd.: Die etwa 40 Arten in kommen in China, Taiwan, Indonesien, Japan (Ryūkyū-Inseln), Malaysia im nördlichen Australien, Madagaskar, auf den Maskarenen und auf pazifischen Inseln (Hawaii, Polynesien) vor. Es sind immergrüne Sträucher oder Bäume.
  - Pipturus argenteus (G.Forst.) Wedd.: Aus dem nördlichen bis östlichen Australien und Neuguinea, dem mittleren bis südlichen Südostasien bis nach Mikronesien, Melanesien und Polynesien.
- Poikilospermum Zipp. ex Miq.: Sie enthält etwa 27 asiatischen bis australasiatischen Arten; sie kommen von der Sino-Himalaja Region über Malaysia bis zum Bismarck-Archipel vor. Es sind Sträucher oder große Lianen, die manchmal auf Bäumen keimen und also epiphytisch wachsen.
- Pourouma Aubl.: Die etwa 50 Arten sind in der Neotropis verbreitet, zum Beispiel:
  - Pourouma cecropiifolia Mart.: Sie kommt im nordwestlichen Brasilien, in Bolivien, Kolumbien, Ecuador, Peru und Venezuela vor.
- Pouzolzia Gaudich. (inklusive Gonostegia Turczaninow): Sie ist pantropisch mit etwa 40 Arten verbreitet.
- Procris Comm. ex Juss.: Sie enthält etwa 20 Arten in den warm-gemäßigten und tropischen Gebieten der Alten Welt.
- Rousselia Gaudich.: Die zwei bis vier Arten kommen vom südöstlichen Mexiko über Karibische Inseln bis Kolumbien vor.
- Sarcochlamys Gaudich.: Sie enthält nur eine Art:
  - Sarcochlamys pulcherrima Gaudich.: Das weite Verbreitungsgebiet im tropischen Asien reicht vom östlichen Himalaja bis zum Malaiischen Archipel.
- Sarcopilea Urb.: Sie enthält nur eine Art:
  - Sarcopilea domingensis Urb.: Dieser nur in der Dominikanischen Republik auf Hispaniola vorkommende Endemit ist eine sukkulente Art, die ähnlich wie Aeonium ihre Blätter in Rosetten angeordnet hat.
- Soleirolia Gaudich.: Sie enthält nur eine Art:
  - Bubikopf (Soleirolia soleirolii (Requien) Dandy): Die ursprüngliche Heimat ist Sardinien und Korsika; sie ist in vielen Gebieten der Welt ein Neophyt. Es ist eine ausdauernde krautige Pflanze, die als Zierpflanze verwendet wird.
- Touchardia Gaudich.: Sie enthält nur eine oder mehrere Arten auf Hawaii.
- Urera Gaudich.: Sie ist fast pantropisch mit etwa 87 Arten verbreitet.
- Brennnesseln (Urtica L.): Sie enthält etwa 30 bis 50 Arten. Sie gedeihen hauptsächlich in den gemäßigten Zonen der Welt und in den Tropen in den montanen Zonen. Diese einjährigen bis ausdauernden krautigen Pflanzen, manchmal Halbsträucher, besitzen Brennhaare.

## Nutzung
Einige Arten werden auf unterschiedliche Weise genutzt:
Viele Arten der Brennnesselgewächse sind für die Fasergewinnung und die Herstellung von Nesseltuch geeignet. Die Fasern grenzen sich vor allem durch ihre großen Einzelfaserlängen von anderen Bastfasern ab. Ferner liegen diese stets im lockeren Faserverbund und nicht wie bei Hanf oder Flachs in Faserbündeln. Besonders geeignet für die Fasergewinnung sind die folgenden Arten: Urtica dioica (und deren Convarietät Fasernessel), Urtica dioica subsp. gracilis, Urtica kioviensis, Urtica cannabina, Laportea canadensis, Maoutia puya, Girardinia diversifolia, Boehmeria nivea, Boehmeria tricuspis und Boehmeria tenacissima.
Von Girardinia-, Laportea- und Urtica-Arten kann man die (jungen) Blätter roh oder gegart essen. Die Früchte von Cecropia- und Pourouma-Arten sind essbar.
Medizinische Wirkungen wurden untersucht.
Einige Arten und ihre Sorten werden als Zierpflanzen verwendet (Beispiele: Pellionia repens, Pilea cadierei, Pilea microphylla, Pilea peperomioides).